# Pütheasz
Pütheasz (latinul: Pytheas), (i. e. 380 körül – i. e. 310 körül) masszaliai (ma Marseille) ógörög utazó volt az i. e. 4. században. A század utolsó negyedében tett hosszabb utat Héraklész oszlopain (ma Gibraltár) túlra, Északnyugat-Európa felé. Ő volt az első görög, aki elérte a Brit-szigeteket, és aki először találkozott a Földközi-tengerénél nagyobb árapály jelenségével.
Pütheasz történetét csak későbbi szerzők, Polübiosz és Sztrabón műveiből ismerjük, és mindkét szerző hazudozónak tartotta őt. Azonban még az ő kritikáikból is meg lehetett állapítani Pütheasz útjának útvonalát. Utazása i. e. 325-től i. e. 320-ig tartott.

## Előzmények
100 évvel Pütheasz utazása előtt Hérodotosz még azt írta, Európa nyugati széleiről nem tud semmit, híreit csupán hallomás útján szerezte. Azt hallotta, van arra egy Eridanus nevű folyó, ami az északi tengerbe ömlik, és amely partján rengeteg borostyán van. Úgy vélte, bár nem tudja igazolni az állítólag nyugaton lévő ón-sziget létét sem, de a borostyánnak és az ónnak mégiscsak jönnie kell valahonnan.
Valószínű, hogy Pütheasz útját masszaliai kereskedők szervezték, hogy új piacokat találjanak és árut (főképp ónt, borostyánt és állatbőröket) tudjanak vásárolni. Virágzó kikötője révén Masszalia gazdag város volt, mely megengedhette magának, hogy ilyen expedíciót szereljen fel. Az expedíció élére Pütheaszt találták a legmegfelelőbbnek, aki a maga korában műveltnek számított, ismerte a csillagászatot, matematikát, földrajzot, például megállapította, hogy a Sarkcsillag nem pontosan az Északi-sark felett van, jártas volt a navigációban és bizonyára a kereskedelemben is.

## Utazása

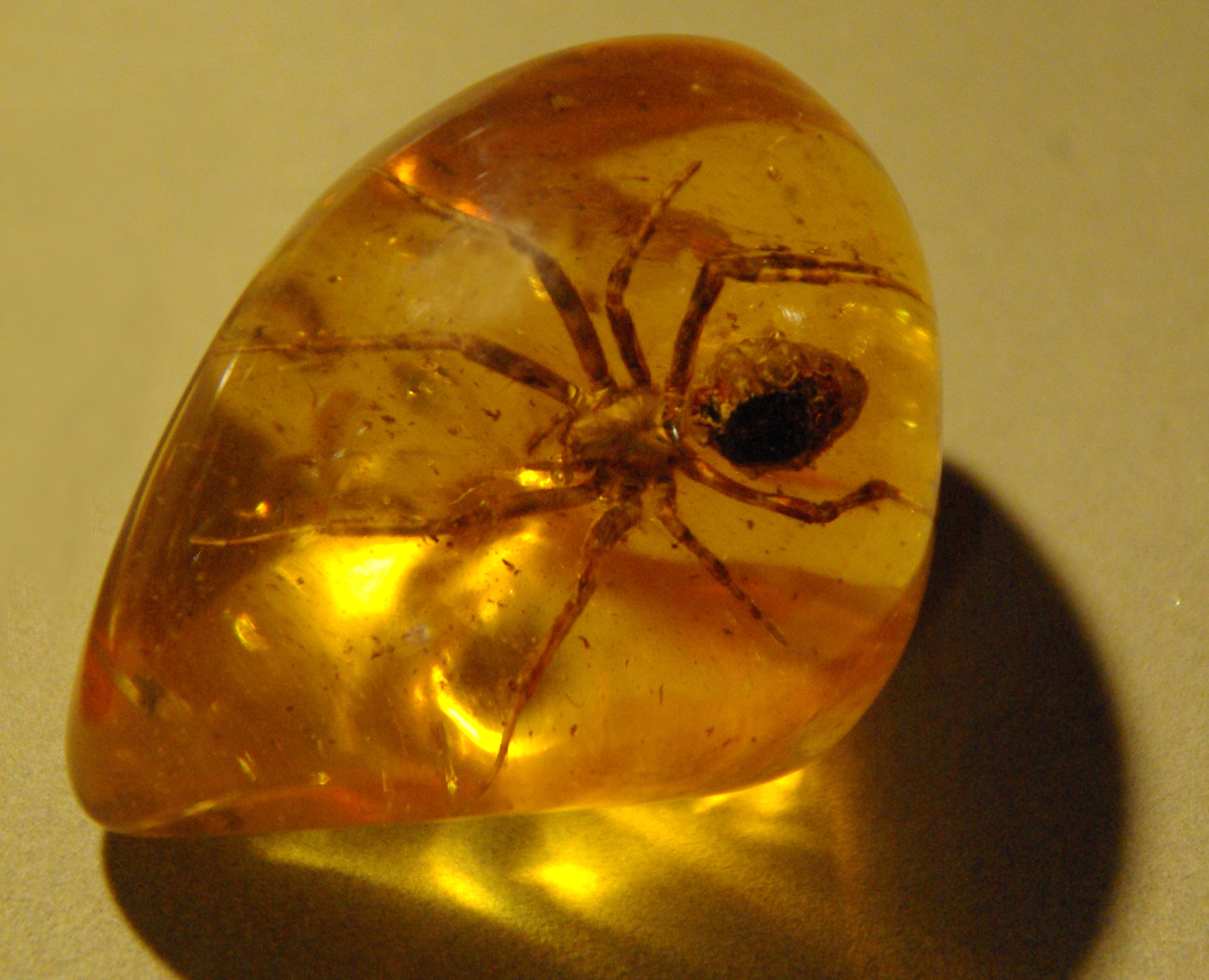
Borostyán

Az expedíció márciusban indult el Masszaliából. Útjuk kezdeti szakaszán megkerülték Héraklész oszlopait (a mai Gibraltárt), majd a Pireneusi-félsziget nyugati partja mentén hajóztak, átszelték a Vizcayai-öblöt és céljuk volt megkeresni a mitikus ón-szigeteket és a nyugati Okeanoszban fekvő Kassziteridákat. Eközben elértek egészen Bretagne-ig, a Quiberon-fokig. Azonban ezekben az időkben a Gibraltári-szorost a karthágóiak tartották szoros ellenőrzés alatt, így Pütheasz bizonyára csak éjszaka és a part mentén hajózott, hogy a karthágóiak ne vegyék észre.

### Britanniafelfedezése
Továbbhaladtak észak felé, átszelték a La Manche-csatornát és partra szálltak egy szigeten, amit Pütheasz elsőként nevezett Britanniának. Cornwallban, a Land's Endnél szálltak partra, és valószínűleg ott hallhatták először az Albion szót, amit később a sziget egészére használtak. A szó valószínűleg kelta eredetű, jelentése Hegyes sziget. Itt hallották, és talán a helyiek meg is mutatták nekik, hogyan bányásszák és dolgozzák fel az ónt, amit egy keskeny földgáton át Ictis szigetére visznek, ahonnan a gallok elszállítják, és átkelve a La Manche-csatornán, a Szajnán felfelé hajóznak vele, majd szárazföldön továbbítják a Rhodanosz völgyébe.
A brit partoknál találkozott Pütheasz azzal a jelenséggel, hogy az ottani árapály jóval nagyobb, mint amit ő a Földközi-tenger partján megszokott. (Modern mérések Marseille-nél 30 cm körülire teszik az apály és a dagály közti maximális különbséget, míg Dovernél a megfelelő érték hét méter fölött van.) Idősebb Plinius említi, hogy Pütheasz szerint Britanniánál a tengerszint 80 cubitust emelkedik dagály idején. Tekintve, hogy a – nagyjából a rőfnek megfelelő – cubitus különböző korokban és régiókban különböző hosszúságot jelölt, nem világos, hogy az idézett tengerszintkülönbség centiméterben kifejezve pontosan mekkora, de figyelembe véve azt, hogy fél méteres nagyságrendű hosszúságegységről van szó, a 80 cubitusos dagály túlzásnak tűnik.

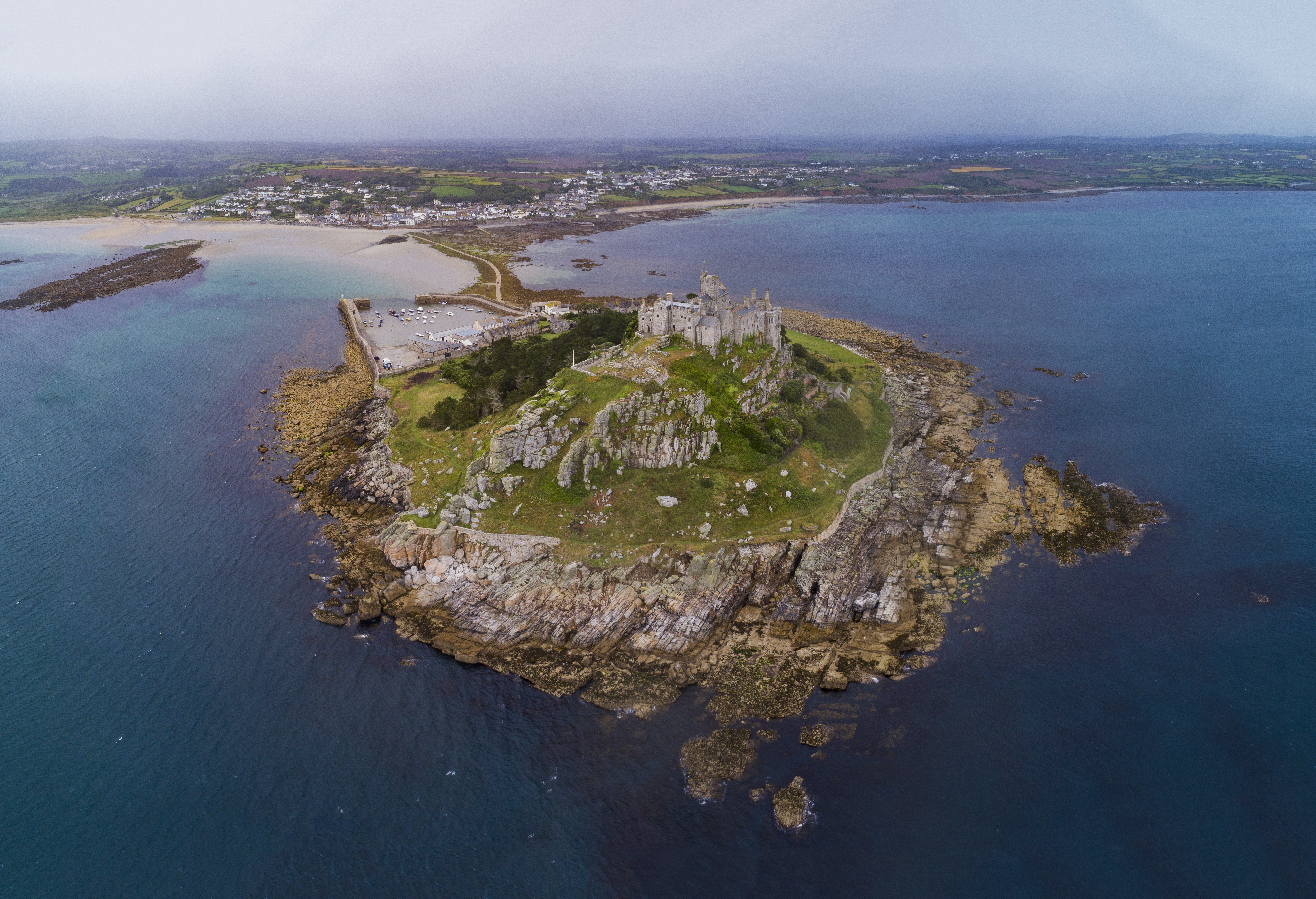
Ictis szigetének leírása St. Michael's Mountra illik.

Albionon túl volt Bergion (Nyugati sziget), ez utóbbit későbbi ókori szerzők Ierne és Ivernia néven (Írország) említették. Pütheasz Albion nyugati partjai mellett hajózott tovább, először szelte át az Ír-tengert és kijutott az Északi-csatornára. Ezen útja során látnia kellett Bergiont, azaz az Ír-szigetet, meg is próbálta feltérképezni, de helytelenül Albiontól északra rajzolta le.
Útját folytatva leírta a Hemodi és Hebudi szigeteket (Külső- és Belső-Hebridák), a sziget északkeleti kiszögellésénél pedig látott néhányat az Orkasz (Orkney) szigetek közül.

### Kitérő északra
Az Orkasz-szigeteken túl Pütheasz elérni vélt egy szigetet, ami leírása szerint „Britanniától hat napi hajóútra van, közel a Jeges-tengerhez”. Mivel nem nevezte el a szigetet, később azt Ultima Thule név alatt emlegették, ami akkoriban a felfedezett Föld legészakibb határát jelentette. A szigetről az sem derült ki, hogy képzelt vagy valóságos sziget volt-e. Nyár közepe volt, és Pütheasz azt állította, hogy azon a vidéken csak 2-3 órára nyugszik le a nap. 1 napi útra Thulétól „már nincs se föld, se tenger, csak valami köztes állapot, ahol se gyalog, se hajóval nem lehet továbbmenni”. Valószínű, hogy Pütheasz a félig befagyott tengert írta le ily módon, ezért szokás őt az első sarki hajózónak nevezni.

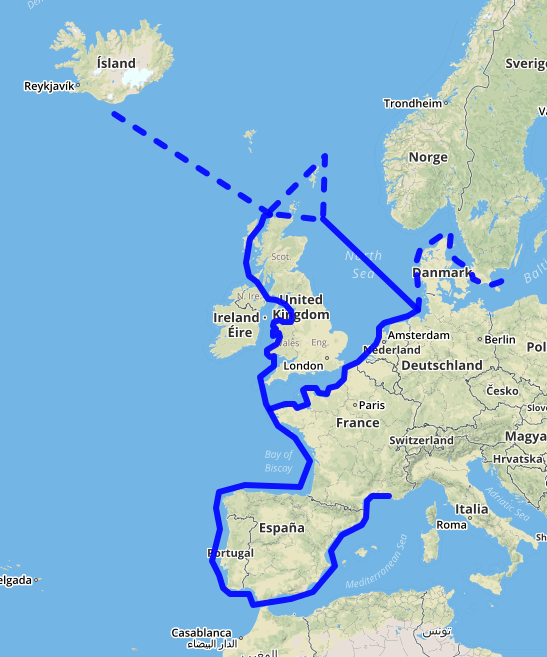
Pütheasz útvonala, feltételezve, hogy a Gibraltári-szoroson át haladt. Szaggatott vonallal jelölve a bizonytalan útszakaszok

Az ismeretlen sziget után délnek fordult és Britannia keleti partjai mentén haladt egészen Kantionig (Kent). Helyesen mérte fel, hogy Albion háromszög alakú, és elég jól ki is számolta az oldalak arányát, de a hosszúságukat majdnem kétszeresükre becsülte. Meglepően jól számolta ki, hogy Masszaliától Britannia északi csúcsáig körülbelül 1600 km a távolság. Pütheasz írta le először a szigetlakók mezőgazdaságát és életét, valamint a sziget természeti viszonyait.

### Észak-Európa felfedezése
Kantion után újra átkelt a csatornán és északkeletre indult Európa partjai mentén. Utazásának erről a részéről azonban vagy kevés adatot gyűjtött, vagy nem maradtak fenn. Erről a szakaszról csak annyit tudni, hogy számos szigetet látott (Fríz-szigetek) és eljutott a kelták által lakott terület végére, ahol „a szkíták földje” kezdődik. Két törzset el is nevezett. A nevek közül az egyik már megváltozott (hutonok) de a másik, a teutonok elnevezés bizonyítja, hogy Pütheasz elérte a germánok lakta partvidéket. A teutonok egy bizonyos Abal-szigetről gyűjtötték a borostyánt, a titokzatos sziget egynapi hajóútnyira volt a parttól. Ebből a kevés adatból néhány kutató úgy véli, hogy Pütheasz felfedezte a Németalföldet, valamint Németország északnyugati partvidékét egészen Helgolandig és az Elba torkolatáig.

## Pütheasz útjának értékelése
A Pütheasz által közölt adatokat egészen addig elfogadták az ókori tudósok, amíg a rómaiak jobban meg nem ismerték Britanniát. Akkor viszont úgy találták, hogy Pütheasz erősen túlzott némely állításában, így a valóban helyes adatait sem fogadták el többé. Sztrabón arról írt, hogy Pütheasz azt állította, hogy egész Britanniát bejárta gyalog és a sziget kerületét 40 000 stadionra, azaz több mint 6000 kilométerre becsülte. Sztrabón előtt – aki mintegy 300 évvel később írt Pütheasz útjáról – teljesen hihetetlennek tűnt, hogy „egy magányos ember, aki emellett szegény is, olyan hatalmas távolságokat behajózzon és bejárjon... eljusson a tenger határáig, bejárja Európa egész északi részét...” (II. 4., 2. §) Ugyanakkor elismerte, hogy „A csillagászati jelenségeket és a hideg övezethez közel fekvő vidékek matematikai számításait illetően megfigyelései helyesek...” (IV., 5., 5. §)
Pütheasz kétségtelenül járt Britanniában, és megtudhatta – ha maga nem is járt ott – hogy a szigettől északra, alig pár napnyi hajóútra lakott szigetek vannak. Az elkövetkező évszázadokban, ahogy egyre jobban megismerték az Atlanti-óceánnak ezt a vidékét, az Ultima Thulét egyre északabbra és nyugatabbra helyezték. Az időszámítás kezdetén az Orkney- vagy Shetland-szigeteket nevezték Ultima Thulénak, később a Feröer-szigeteket majd Izlandot és végül Grönland északkeleti partját.
Pütheasz könyvet is írt utazásáról Peri tou Okeanou, azaz Az óceánról címmel, ez azonban nem maradt fenn.

## Emlékezete
Marseille-i matematikusok egy csoportja N. Pytheas Fogg gyűjtőnéven egy kombinatorikai szakkönyvet adott ki. A gyűjtőnév inspirálója Pütheasz volt, de a név kialakításában közrejátszott a hasonló francia Bourbaki gyűjtőnév ötlete és Jules Verne népszerű hőse, Phileas Fogg is.